# Sennyey-kastély
A bélyi Sennyey-kastély a 18. század végén épült a Sennyey család rezidenciájaként.

## Története
A kastélyt báró Sennyey László 1781-ben építtette. Eredetileg barokk stílusú volt, de a tatarozásokat, átépítéseket követően elnyerte mai rokokó–klasszicista stílusát. Az épületkomplexum a 20. század során több átalakításon és kihasználáson esett át. Volt általános iskola az 1990-es évek elejéig, funkcionált raktárként, szükséglakásként és szálláshelyként a katonák részére. A kastély nem megfelelő kihasználása, és a karbantartásának hiánya állaga fokozatos leromlásához vezetett. A Szlovák Köztársaság Műemlékügyi Hivatala 1990-ben a Sennyey-kastélyt műemlékké nyilvánította. Az 1990-es évek második felében a fő épület tetőszerkezetét részben felújították, de ekkor már fennállt a központi rész összedőlésének veszélye. A 2000-es évek elején a kastély állaga folyamatosan romlott, az időjárás viszontagságainak, lopásoknak és vandalizmusnak volt kitéve, semmilyen célra nem használták. A kastély majdnem összedőlt, és csak kicsin múlott, hogy ne legyen emlékezet. 2008-ban aztán az épületegyüttest megvásárolta a PROSPERITAS Alapítvány, majd a „Magyarország – Szlovákia Határon Átnyúló Együttműködési Program 2007-2013” pályázat keretén belül 2009-ben kezdetét vette a kastély központi épületének a felújítása, valamint a kastély közművesítésének a kivitelezése. 2012. júniusára az építkezési munkálatok befejeződtek, majd októberben a belső terek is berendezésre kerültek, teljesen új bútorokkal, melyek a kastély fénykorát idézik.

## Leírása
A halvány citromsárga színű kastély egy három épületből álló U alakú épületkomplexum. A központi épület főbejárata nyugati irányba néz, melynek két oldalán merőlegesen épült a kastély északi, valamint a déli szárnya, melyek a fő épülettől külön építményként épültek.